# 泰日協会学校
座標: 北緯13度45分39.5秒 東経100度35分35.2秒 / 北緯13.760972度 東経100.593111度
泰日協会学校（バンコク日本人学校）（英語：THAI JAPANESE ASSOCIATION SCHOOL, タイ語: โรงเรียนสมาคมไทย-ญี่ปุ่น）はタイ王国バンコク都にある日本人学校。泰日協会学校バンコク校とも称される。
小学部、中学部の2課程から成る。

## 概要
泰日協会並びに泰日協会学校理事会により運営管理されており、2009年開校の泰日協会学校シラチャ校（シラチャ日本人学校）と共に一体経営されている。
2014年4月21日の時点で、小学部、中学部合わせて3,000名以上の児童・生徒が在籍し、教職員百数十名以上を擁し、世界有数の規模を誇る日本人学校でもある。
1926年創立の盤谷日本尋常小学校を前身とし、日本人の日本語による教育を望む熱意により、1956年（昭和31年）1月22日にバンコク都内の日本大使館内に「在タイ日本国大使館付属日本語講習会」という名称で幼稚園児も含め28名、教職員4名、岡崎熊雄領事が初代校長に就任し開校。この1月22日が創立記念日として定められた。
その後、1962年（昭和37年）3月8日、名称を在タイ日本国大使館付属日本人小学校とし、1963年（昭和38年）には中学部の併設に伴い在タイ日本国大使館付属日本人学校に、そして1972年（昭和47年）2月25日にバンコク日本人学校に改称した。
1972年、日タイの経済発展に伴い、日系企業の進出で児童生徒の在籍数が500名を超えたことや、当時の反日運動とも重なって日本人学校の治外法権的な存在が問題になったことから、正規の学校設立が急務となり、在タイ日本国大使館がタイ国日本人会を設置者として許可を試みたが、外国人法人が学校を設置することはできなかった。
このため、戦後復活した日タイ友好・親善・協力団体である「泰日協会」が母体となり学校設置を申請。1974年（昭和49年）7月24日にタイ国私立学校法第20条1項の適用により、タイ国政府から正式に義務教育学校として許可を得、名称を「泰日協会学校」とし、「母国語による教育を認める」数少ない「特定学校」として認定された。
1986年、理事会制となり初代理事長に西野順治郎運営委員長が就任した。
近年、中学部では国際理解教育が行われており、JICA（国際協力機構）やJBIC（国際協力銀行）の協力の下、日タイ関係を学習したり、日本の円借款による事業を見学するなど、国際人になるための学習が行われている。2006年度からは日本人学校の中では珍しい職場訪問学習（中3）を開始。数グループに別れ保護者の勤務先に訪問し、説明会や職場体験などが行われる。

### 校訓
明るく 仲良く たくましく

### 教育方針
- 特色ある教育 
  - 小中併設を生かした指導
    - 小学部5年：専科教員の配置。算数、理科では個に応じた指導
    - 小学部6年：教科担任制導入による、小中の円滑な接続
    - 中学部1・2年：数学科において個に応じた指導

  - 海外（タイ）ならではの指導：全学年で「日本語特別指導」と朝の読書
- 異文化コミュニケーションとIT教育 
  - タイ語・英会話：母語話者による指導
  - IT教育

- 国際理解教育 
  - 交流学習会
  - 校外学習・国際理解講演：国際人、国際理解、生き方を考える

- キャリア教育

## 沿革
- 1926年 - 盤谷日本尋常小学校設立。在外指定小学校に認可。
- 1940年 - 盤谷幼稚園開所式。
- 1941年 - 盤谷日本国民学校に改称。
- 1946年 - 学校閉鎖。正式に廃校となる。
- 1956年 - 在タイ日本国大使館附属日本語講習会と命名、在タイ日本国大使館構内の一部を校舎として創立。
- 1957年 - 第一回卒業式、運動会挙行。
- 1960年 - 大使館移転に伴い校舎移転。
- 1962年 - 日本語講習会改め、日本人小学校。校訓決定。
- 1963年 - 名称を在タイ日本国大使館附属日本人学校と改称。幼稚部、小学部、中学部の三部に組織。
- 1964年 - 校章決定。校歌、校旗制定。
- 1972年 - 日本人学校をバンコク日本人学校と改称。
- 1973年 - 反日運動のため三日間臨時休校。
- 1974年 - タイ政府より泰日協会学校と公認される。
- 1989年 - 幼稚部閉鎖。
- 1996年 - 障害児学級「なかよし学級」設置。
- 2000年 - 宇宙飛行士毛利衛来校。
- 2004年 - 日本テレビ系ズームイン!!SUPERで当校の特集が放送された。スマトラ沖大地震により関係者3名が亡くなる。
- 2005年 - 日本サッカー協会、W杯ドイツ大会最終予選の収益金全額を寄贈。全日本バレーボールチーム来校、練習。TBS系列放送「終戦の日 スペシャルドラマ 「覚悟」～戦場ジャーナリスト 橋田信介物語～」のロケが教職員、生徒の参加のもと当校で行われた。
- 2006年 - タイ軍事クーデターにより二日間の臨時休校。
- 2007年 - 日タイ修好120周年を記念し20年前に埋められたタイムカプセルの開封式や記念コンサートにコーラスサークルや中学部各学年の代表クラスが参加した。
- 2008年 - 非常事態宣言の発令により1日の臨時休校。
- 2009年 - 姉妹校である泰日協会学校シラチャ校（シラチャ日本人学校）開校。
- 2010年 - 宇宙飛行士若田光一来校。デモにより5月17日から21日まで臨時休校。そのため、土曜登校に1～4年の児童も入った。
- 2011年 - タイの洪水により約1ヶ月臨時休校。そのため、ほぼ毎週、土曜登校。

## 基礎データ

### 象徴

#### 校章
- 校章は桜をイメージしたものが使用されている。

#### 校歌
- 学校理事会選・門田ゆたか補作・大中恩作曲（1964年（昭和39年）1月22日制定）

### 施設
児童生徒の増加により、増改築が繰り返され、日本人学校の中でもトップクラスの広さ。
- 校門：正門・東西南北にそれぞれ五か所
- 校舎：第一小学部棟・第二小学部東棟・第二小学部西棟・第三小学部棟・中学部棟・事務棟
  - コンピュータが40台設置されているITルームが4部屋。全室冷房完備。小学部ではパソコン広場と呼ぶ。
- 体育館：東体育館・中学部棟の最上階にある西体育館
  - マルチルーム：事務棟最上階にあるマルチルームと第三小学部棟にあるマルチルーム2がある。来校者をこのマルチルームで迎えることが多い。
  - 多目的ホール：第二小学部棟にある。児童･生徒間では「多目的」と称されることがある。
- グラウンド
  - 第一グラウンド：200メートルトラック・50メートル直線トラック
  - 第二グラウンド：200メートルトラック・バスケットコート2面・テニスコート1面・50メートル直線トラック2本
  - 中庭：4階建ての第一小学部棟を囲むようにして校舎の中心にある。休み時間には低学年の遊び場になっていて、音楽集会や児童集会もここで行われる。
  - ピロティ：第一小学部棟、第二小学部棟、中学部棟の3箇所にある。
- 駐車場：第一・第二・第三・立体駐車場

50メートルプール、交番や警備員室もある。

### 進路
- 小学部

クラスの数名は中学入試を受けるが、大半の生徒は帰国し日本の中学校に進学するか、本校の中学部へ進級する。
- 中学部

学年の大半の生徒が日本の国公立高校や私立高校に進学する。学力は非常に高く、進学校に進学する者が多い。それ以外の生徒は現地の高校やインターナショナルスクール、私立在外教育施設の日本語高校へ進学する。2008年にバンコク都内に開校した如水館バンコク（高等学校）に進学する生徒もいたが、2024年閉校となった。

## 学校行事
- チャアム臨海学校（小5）

行き先はタイ中部のチャアム。キャンプファイヤーや砂の造形大会も行われる。遠泳の距離は500mでみんなで泳ぐ。
- チェンマイ修学旅行（小6）

行き先はタイ北部チェンマイ。歴史的寺院を訪れたり、象トレッキング、ナイトバザールでの買い物、（但し、2010年度は安全面を考慮しナイトバザールでの買い物は中止）現地校との交流会などが行われる。
- 交流会（全学年）

年に一度実施される現地の学校との交流会。タイ語や英会話の学習の成果を生かす機会でもある。
- 中学部合唱コンクール

学年別クラス対抗で行う。長期間、休み時間返上で練習をするクラスが多く、完成度は非常に高い。
- 大運動会（中学部体育祭）

学校最大の行事で、来場者は8,000人以上にも登る。生徒数増加のため2013年度より小中分かれての実施となり、中学部は体育祭として第2グラウンドで実施される。小学部の色分けは紅白だけで、学校が2つに割れる。中学部は赤・青・黄・緑の4色に分かれる。伝統として応援合戦や棒倒し、騎馬戦が行われる。
- 中学部修学旅行（中2）

2012年度から行き先がシンガポールに変更され、現地大学生との交流やグループ活動、平和学習などを行っている。2013年度より日程が3泊4日に変更。2012年度以前は、行き先がタイ北部スコータイとチェンマイであった。世界遺産を訪れたり、現地校との交流会、象病院などを訪れていた。
入学式や卒業式、運動会では君が代と共にタイ王国の国王賛歌が斉唱される。

### かつて存在した学校行事
- 小・中学部祭

小・中別で、小学部はおもにクラス展、中学部はクラス劇や発表などが行われていたが、2007年度に廃止された。なお、復活を望む児童生徒が多い。

## 学校生活
タイ国私立学校のため、全校の児童、生徒が週1時間タイ語を必修科目として学習している。

### 小学部
- 学校生活

児童の増加により各学年の学級数が最低9クラス、最高で15クラスある。休み時間は中休みと昼休みがあり、グラウンドでスポーツ、図書館で読書をしたりしている。中休みは2時間目と3時間目の間に20分間、昼休みはお昼ご飯と掃除の時間との間に20分間存在する。衛生上の問題から給食はなく弁当を持参する。学用品は校内の購買で購入可能。なお、シャープペンシルは使用禁止とされている。
- 授業

授業時間は45分。週2回の英会話の授業がある。1～4年生までは担任の教師が殆どの授業を行うが、5、6年生(高学年)では専門の教師が授業ごとに担当制となり、5年生では特定の授業ごとに、6年生では毎授業ごとに先生が交代する。家庭科、音楽、図工の授業ではそれぞれの授業において担当する教師がいる。

### 中学部
- 学校生活

校則は日本の中学校と比べ自由で、個人の自主性が尊重されている。休み時間はグラウンドや体育館でサッカーやバスケットボール、バレーボール、テニス、卓球と多岐にわたる。教室で雑談を楽しむ生徒もいる。
- 服装

服装は白のワイシャツに黒または紺のズボン・スカート。転入生は前在学していた学校の制服を着用している。
- 授業

授業時間は50分。午前4時間、昼食、掃除、昼休み、午後2時間。
- テスト

定期テストは1、3学期にそれぞれ1回、2学期に2回行われるほか、実力テストや週間テストなどがある。定期テストの難易度は教科書のレベルとさほど変わりはないが、応用問題の量が多く、日本から赴任してきた教諭が日本の中学校と同じレベルの問題を出したところ、日本の中学校より平均点が高く、次のテストから問題を難しくしたというエピソードがある。
- 部活動

学校主体の部活動はなく、希望者は日本人会青少年部のサークルへ参加する。主な活動場所は日本人学校で放課後に行われるので、部活動の代替として機能している。定期テスト一週間前には全面活動休止となる。

### 購買部
- 外部委託で運営されている購買部が第1小学部棟1階南側にあり、学用品の殆どのものがこの購買部で手に入る。体操服、ノート、筆記用具等の他に習字セット、リコーダー、絵の具など日本からの輸入品も取り扱っている。

### 共通
- 通学バスによってはバスが校門を出てからの時間は読書可能などの暗黙のルールが存在している。また、筆記用具を使うことは危ないので、禁止だが、筆記用具を出して宿題をするものも数多くいる。起源は謎。以前は金曜日のみ漫画を下校時のバスでのみ読めるルールが存在したが、現在は存在しない。また、パソコンはバス内使用禁止である。

## 安全対策
警備員、警察官が常駐し、交番が正門前に設置されている。学校の周囲には鉄製フェンス、校内には監視カメラなどが設置されている。在校生は入校時に手続きする必要はないが、保護者や外来者の入校の際には身分証明書の提示が求められ、容易に入校することはできない。不審者侵入訓練、一斉下校訓練などを定期的に行うなど、常に安全に配慮している。
- バス通学

治安問題や交通事情を考慮した安全対策としてほとんどの児童生徒がバスで通学している。マンション及び自宅玄関発着、女性の添乗員（モニター）が同乗することから、保護者の信頼を得ている。現地バス会社（モントリー社）に委託されており、バスが赤・黒・白というカラーリングから一目で学校のものと分かる。曜日ごとにバスのルートはそれぞれ異なり、児童生徒はバスパスと呼ばれるタグを鞄に付け自分の乗るべきバスを探す。金曜日は全児童生徒が5時間目で終了するため児童生徒は往路と同じであるJバスと呼ばれる形のバスに乗る。一斉下校時には100台近くのバスが稼働するため、児童生徒が指定されたバスに乗車したかを確認するのに時間がかかり、出発時間が遅れることもある。バスが学校を出発する際には天候に関わりなく、ゲート付近で教諭が手を振って児童生徒を見送る。バス通学以外の児童生徒は親の送り迎えや徒歩で通学し、教師や児童生徒間では通学方法自体を指して「自家用」と呼ばれることがある。

## 学校関係者と来校者

### 歴代校長

#### 戦前
盤谷日本尋常小学校、盤谷日本国民学校時。括弧内は就任した年。
- 小林清平 （1926年）
- 平良仲次郎 （1932年）
- 渡辺文人 （1936年）
- 金井純雄 （1940年）

#### 戦後
在タイ日本国大使館付属日本語講習会、在タイ日本国大使館付属日本人小学校、在タイ日本国大使館付属日本人学校、泰日協会学校時。括弧内は就任した年。
- 岡崎熊雄 （1956年）
- 高瀬侍郎 （1957年）
- 後宮虎郎 （1960年）
- 斎藤鎮男 （1962年）
- 有田圭輔 （1963年）
- 影井梅夫 （1964年）
- 伊藤民夫 （1967年）
- 田中三郎 （1968年）
- 伊藤民夫 （1970年）
- 相原永一 （1971年）
- 川畑彦次 （1973年）
- 浜田俊雄 （1975年）
- 牛田豊年 （1977年）
- 新井忠雄 （1979年）
- 久保田宏明 （1982年）
- 会田書之 （1985年）
- 有吉捷郎 （1988年）
- 安富秀夫 （1991年）
- 築井正夫 （1994年）
- 井上正博 （1997年）
- 岩田隆作 （2000年）
- 藤田英彰 （2003年）
- 國島健二 （2006年）
- 網田俊一 （2008年）
- 堤清司 （2011年）
- 福島愼哉 （2013年）
- 室賀薫 （2016年）
- 谷口幸一郎 （2020年）
- 藤原鎌次 （2023年）

### 元在校生
- 浅丘ルリ子 - タレント（盤谷日本尋常小学校時）
- 稲吉紘実 - CIデザイナー、グラフィックデザイナー、芸術家（在タイ日本国大使館附属日本人学校小学部卒業）
- 吉目木晴彦 - 小説家（在タイ日本国大使館附属日本人学校中学部）

### 主な来校者
（肩書きはいずれも来校当時のもの。特に断りのないものは日本の著名人。）
- 1961年（昭和36年）：池田勇人内閣総理大臣
- 1961年（昭和36年）：小坂善太郎外務大臣
- 1971年（昭和46年）：皇太子明仁親王・皇太子妃美智子夫妻
- 1978年（昭和53年）：砂田重民文部大臣
- 1989年（平成元年）：タイ王室シリントーン王女
- 1989年（平成元年）：チィェンチャイ・タイ副首相
- 1992年（平成4年）：浅丘ルリ子（タレント）
- 1993年（平成5年）：森山真弓文部大臣
- 1997年（平成9年）：小杉隆文部大臣
- 1998年（平成10年）：永六輔（タレント）
- 2000年（平成12年）：小渕千鶴子（小渕恵三総理大臣の妻）
- 2000年（平成12年）：毛利衛（宇宙飛行士）
- 2000年（平成12年）：大島理森文部大臣
- 2002年（平成14年）：秋山和慶（指揮者）、山下洋輔（ピアニスト）、洗足学園音楽大学管弦楽器・合唱団
- 2003年（平成15年）：福村芳一（指揮者）、パンパシフィックハーモニーオーケストラ
- 2004年（平成16年）：奥寺康彦（横浜FCゼネラルマネージャー）
- 2004年（平成16年）：矢崎彦太郎（指揮者）、バンコクシンフォニーオーケストラ
- 2004年（平成16年）：橋田幸子（橋田信介の妻）、モハマド・ハイサム・サレハ（イラク戦争で左目を負傷し、日本で治療を受けたイラク人の少年）
- 2004年（平成16年）：イルカ（歌手）
- 2005年（平成17年）：柳本晶一（全日本バレーボールチーム監督）、全日本女子バレーボールチーム（体育館で練習）
- 2005年（平成17年）：鈴木大地（元水泳選手・オリンピック金メダリスト）
- 2007年（平成19年）：千宗室家元夫妻
- 2009年（平成21年）：岡本健（当時高校生・のちにプロ野球選手）
- 2010年（平成22年）：若田光一（宇宙飛行士）
- 2012年（平成24年）：皇太子徳仁親王
- 2015年（平成27年）：西野カナ（歌手）
- 2019年（令和元年）  :大久保美織（元BNK48）
- 2022年（令和4年）:   PSYCHIC FEVER from EXILE TRIBE（歌手）、BALLISTIK BOYZ from EXILE TRIBE（歌手）（いずれも9月～10月にかけて計3回来校。そのうち1回は2022年度中学部体育祭の来賓者としての来校である。）                                                            西野朗 前サッカー日本代表監督、川崎フロンターレ（家長昭博選手他）

## 姉妹校
- 泰日協会学校シラチャ校（シラチャ日本人学校）
- チュラーロンコーン大学付属小学校

## 参照
1. 1 2 3 4 5 6  「4. 児童生徒数の経過」公式サイト、学校案内、学校概要
2. 1 2  「1．ステータス、設置機関等」公式サイト、学校案内、学校概要
3. ↑  「住所、TEL」公式サイト、お問合せ・地図

## リンク
- 公式サイト
- 在タイ日本国大使館ウェブサイト
- タイ国日本人会
- 海外子女教育財団
- 泰日協会学校 (Archive)